# Zeebo
Zeebo je brazilská herní konzole vyvinutá společnostmi Tectoy a Qualcomm, prodej v zahraničí měla zajišťovat společnosti Zeebo Inc. Tato konzole byla určena především pro trhy rozvojových zemí, kde jsou konzole jako Xbox 360, PlayStation 3 nebo Nintendo Wii oficiálně nedostupné a na černém trhu se prodávají i za ceny nad 1000 amerických dolarů. Zaváděcí cena konzole byla stanovena na 199 $ v Brazílii, přičemž cena her se měla pohybovat mezi 5-15 $. Po prvnotním neúspěchu společnost oznámila v roce 2011 záměr přeorientovat své zařízení jako výukové s datem vydání 2012.

## Hry
Zeebo pro distribuci her používalo výhradně online distribuci přes sítě 3G či Edge, což mělo mimo jiné znesnadnit pirátství. Spolupráci na tvorbě her oznámily mimo jiné společnosti jako jsou Electronic Arts, Activision, Namco, Capcom, Sega, THQ, Ubisoft či id Software.

## Hardware
Výkon konzole se pohybuje mezi PlayStation a PlayStation 2.
- ARM11 / QDSP-5 na frekvenci 528Mhz
- Grafické jádro Qualcomm Adreno 130
- 1 GByte NAND Flash paměť
- 160 MB RAM (128 MBytes DDR SDRAM + 32Mbyte DDR SDRAM umístěné v MSM7201A)
- VGA (640 x 480) - poměr stran 4:3
- 3G (schopnost použít v případě nutnosti i 2.5G nebo 2G)
- 3 USB 2.0 porty standard A
- paměťové karty Secure Digital
- Rozhraní: USB HID
- Napájení: AC adaptér 5V 3A
- Odběr elektřiny: 15 W max.
- Grafika: 4 miliony trojúhelníků za sekundu
- Zvuk: 8 kanálové simultánní MP3, ADPCM, MIDI
- Rozlišení obrazu: 640x480
- Velikosti: 157 x 215,4 x 44 mm
- Váha: 1,3 kg